# 谷川航
谷川航（日语：／ Tanigawa Wataru，1996年7月23日—），日本競技體操運動員，擅長的體操項目是跳馬，因完美著地技巧被譽為「著地王子」。

## 經歷
年幼時嘗試過許多不同的運動。
小學的畢業文集中曾寫過「希望在奧運中拿到獎牌」。

## 得獎紀錄

### 2014年
- 第68屆日本體操單項全國錦標賽地板項目第三名

### 2015年
- 第69屆日本體操單項全國錦標賽地板項目第二名
- 第69屆日本體操單項全國錦標賽雙槓項目第四名

### 2016年
- 第70屆日本體操單項全國錦標賽跳馬項目第一名

### 2017年
- 第71屆全日本競技體操錦標賽（日语：全日本体操競技選手権大会）男子個人全能第四名
- 第56屆NHK盃體操錦標賽（日语：NHK杯体操選手権）男子個人全能第五名
- 第71屆日本體操單項全國錦標賽地板項目第二名
- 第71屆日本體操單項全國錦標賽跳馬項目第二名
- 第29屆夏季世界大學運動會競技體操男子團體金牌
- 第29屆夏季世界大學運動會競技體操男子個人全能銅牌
- 第29屆夏季世界大學運動會競技體操男子地板項目銅牌
- 第29屆夏季世界大學運動會競技體操男子雙槓項目銅牌
- 第29屆夏季世界大學運動會競技體操男子單槓項目銅牌

### 2018年
- 第48屆世界競技體操錦標賽男子團體銅牌

### 2019年
- 世界杯東京大會 男子個人全能銀牌

## 外部連結
- 谷川航（页面存档备份，存于）在國際體操總會的頁面（英文）
- 谷川航在體操NIPPON的頁面（日語）
- 谷川航的Instagram帳戶